# Jewgeni Alexandrowitsch Jewtuschenko

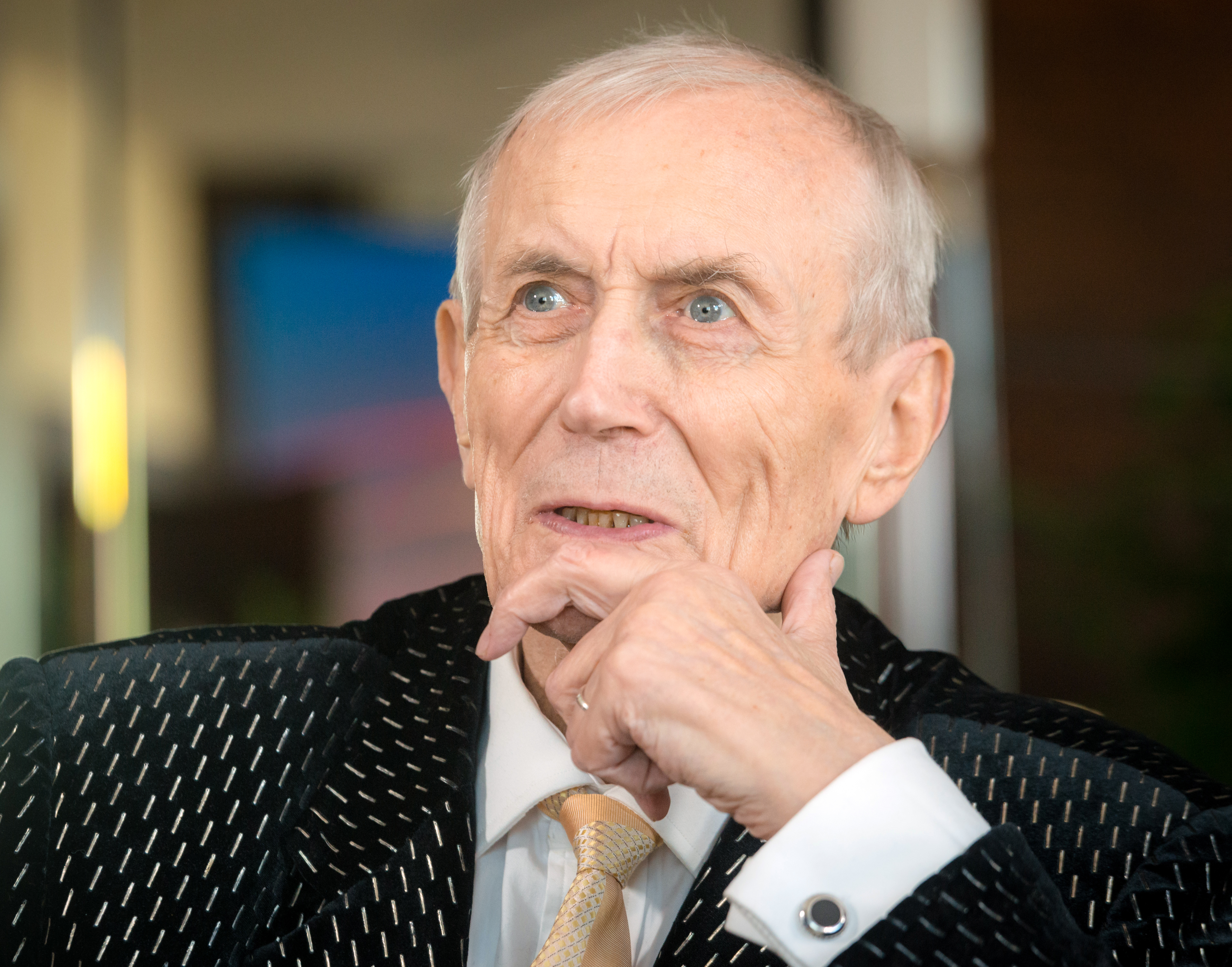
Jewgeni Jewtuschenko im Jahr 2015

Jewgeni Alexandrowitsch Jewtuschenko (russisch Евгений Александрович Евтушенко, wiss. Transliteration Evgenij Aleksandrovič Evtušenko; * 18. Juli 1932 in Nischneudinsk oder Sima, Sowjetunion; † 1. April 2017 in Tulsa, Oklahoma) war ein russischer Dichter und Schriftsteller.

## Leben und Wirken
Jewtuschenko wurde als Sohn eines Geologenehepaars in Sibirien geboren und verbrachte seine frühe Kindheit bei seiner Großmutter in Sima. Sein Vater, der deutschstämmige Alexander Rudolfowitsch Gangnus, dichtete und vermittelte dem Jungen früh seine Liebe zur Poesie. Der Großvater Rudolf Gangnus war Mathematiker.
Um Repressalien aufgrund des nicht slawisch klingenden Namens zu vermeiden, sorgte die Großmutter dafür, dass Jewgeni den Geburtsnamen seiner Mutter erhielt; außerdem wurde das Geburtsdatum offiziell auf 1933 verlegt, um 1944 einen Umzug nach Moskau zu ermöglichen.
Jewtuschenko musste wegen Schwänzens und diverser Aufsässigkeiten die Mittelschule wechseln und wurde schließlich aufgrund einer falschen Beschuldigung vor Erreichen eines Abschlusses als Fünfzehnjähriger der Schule verwiesen. Er arbeitete von seinem vierzehnten Lebensjahr an, erst in einem Kolchos, dann in einem Sägewerk. 1948 und 1950 nahm er an geologischen Expeditionen seines Vaters in Kasachstan und dem Altai teil und kehrte nach Moskau zurück, um Dichter zu werden. 1949 druckte die Zeitschrift Sowjetsport sein erstes Gedicht. Von da an wurde er zum „Zeitungsdichter“; auch die obligatorischen Zeilen über Stalin waren regelmäßig in seinen Werken enthalten. Sein 1952 erschienener erster Gedichtband Kundschafter der Zukunft wurde von der Kritik gelobt, war aber beim Publikum nur wenig erfolgreich. Jewtuschenko wurde aufgrund seiner Veröffentlichungen auch ohne Schulabschluss in den Schriftstellerverband und an das Maxim-Gorki-Literaturinstitut aufgenommen, wo er die Studienzeit nutzte, seinen Stil und seine Themen zu überdenken. Als er es 1956 wagte, den Roman Der Mensch lebt nicht vom Brot allein (Не хлебом единым) von Wladimir Dudinzew zu loben, wurde Jewtuschenko aus dem Maxim-Gorki-Literaturinstitut entfernt.
Nach diversen Veröffentlichungen in den 1950er Jahren kam der Durchbruch beim Publikum 1961 mit den beiden Gedichten Babi Jar (Бабий Яр) und Meinst Du, die Russen wollen Krieg? (Хотят ли русские войны?).
Babi Jar erschien in der Literaturnaja gaseta und wurde auch vertont (Schostakowitschs 13. Sinfonie hat den Untertitel „Babi Jar“).
Jewtuschenko sah sich kritischen Stimmen des etablierten sowjetischen Kulturbetriebs ausgesetzt. Trotz einiger Repressionen – zeitweise lebte er in Petschora im Norden Russlands – war er sehr produktiv und wurde auch international beachtet; seine Werke erschienen in 72 Sprachen. Etiketten wie „Dichterrebell“, „Kultfigur der 1960er Jahre“, „Polit-Idol“ oder „politisch unzuverlässig“ versuchten ihn zu charakterisieren.
Bereits in frühen Jahren widmete sich Jewtuschenko auch der Prosa. Seine erste Erzählung Die Vierte Meschtschanskaja-Straße (Четвертая Мещанская; eine Straße in Moskau; von „мещанин“, eigentlich „Kleinbürger“, auch im Sinne von „Spießbürger“ verwendet) wurde 1959 in der Zeitschrift Junost veröffentlicht. Sein erster Roman Beerenreiche Gegenden (Ягодные места, in der Bundesrepublik unter dem Titel Wo die Beeren reifen) erschien Anfang der 1980er Jahre.
Im September 1986 sagte Jewtuschenko in der Fernsehsendung Kennzeichen D (ZDF) zur Frage einer Wiedervereinigung Deutschlands: „Ich denke, dass dieses große deutsche Volk, aus dem heraus so große Philosophie, Musik und Literatur entstanden ist, dass dieses in Zukunft wiedervereinigt werden muss. Aber es braucht Zeit. Es hängt von der Atmosphäre ab, von der globalen Atmosphäre.“ Seine Äußerung war wenige Wochen später ein Thema bei einem Treffen zwischen Erich Honecker und Michail Gorbatschow in Moskau.
Von 1989 bis zur Auflösung der Sowjetunion 1991 war Jewtuschenko Abgeordneter des Obersten Sowjets, nachdem er bei den Wahlen am 14. Mai 1989 mit großem Abstand in einem Charkiwer Wahlkreis gewählt worden war.
Der 1993 erschienene Schlüsselroman Stirb nicht vor deiner Zeit (Не умирай прежде смерти) zeigte seinen Blick auf den Wandel in der Sowjetunion (Perestroika). 1998 erschien ein autobiographisches Werk unter dem Titel Der Wolfspass (Волчий паспорт). Beide Bücher enthalten ein (identisches) Kapitel, das den Ereignissen um den Augustputsch in Moskau 1991 gegen Gorbatschow gewidmet ist. Während des Augustputsches war Jewtuschenko Augenzeuge der Verteidigung des Weißen Hauses; er trug von dessen Balkon ein Gedicht vor, das den demonstrierenden Menschen auf der Straße gewidmet war.
Bis 1991 lebte und arbeitete Jewtuschenko in Moskau, später vorwiegend in Tulsa (USA), wo er an der University of Tulsa Kurse zur russischen Literatur gab. In Tulsa starb er am 1. April 2017.
Jewgeni Jewtuschenko war vier Mal verheiratet: ab 1955 mit der Dichterin Bella Achmadulina, ab 1962 mit Galina Sokol-Lukonina (ein gemeinsamer Adoptivsohn), ab 1978 mit der britischen Übersetzerin – unter anderem von Jewtuschenkos Werken ins Englische – Jan Butler (zwei gemeinsame Söhne) sowie von 1986 bis zu seinem Tod mit Marija Nowikowa (zwei Söhne).

## Auszeichnungen
1994 wurde der Asteroid (4234) Evtushenko nach ihm benannt. Neben zahlreichen Auszeichnungen in seinem eigenen Land erhielt er 1999 als erster ausländischer Dichter den renommierten amerikanischen Walt-Whitman-Preis. An amerikanischen Universitäten hielt er Vorlesungen aus seinem Lehrbuch Anthologie der russischen Poesie. Seit 1987 war er Ehrenmitglied der American Academy of Arts and Letters. In Italien war er 2002 „Ehrengast“ des Premio Laudomia Bonanni; 2008 wurde er mit dem Premio d’Annunzio ausgezeichnet. Den Staatspreis der Russischen Föderation erhielt er im Jahre 2009.

## Werke
Auf Deutsch erschienen
- Babij Jar, 1961, DNB 1031976043[9]
- Mit mir ist folgendes geschehen …  Gedichte in Russisch und Deutsch. Ausgewählt, eingeleitet und aus dem Russisch übersetzt von Franz Leschnitzer, Volk und Welt, Berlin 1962, DNB 451188195.
- Gedichte. Übertragung von Gisela Drohla und Renate Heuer, Middelhauve, Köln 1963.
- Gedichte. Übersetzt von Walter Fischer, Schönbrunn, Wien 1963.
- Mit mir ist folgendes geschehen. Gedichte 1963.
- Der Hühnergott. Aus d. Russ. von Rene Drommert. Abgedruckt in der Zeit ab 18. Januar 1963. Text Siehe Weblink.
- Der Hühnergott: zwei Liebesgeschichten. Aus d. Russ. von Thomas Reschke, Verl. Kultur u. Fortschritt, Berlin (DDR) 1966.
- Das dritte Gedächtnis. Gedichte, Spektrum Volk und Welt, Berlin 1970.
- Unter der Haut der Freiheitsstatue / Die Universität von Kasan. Versdichtungen 1974, ISBN 3-455-03667-8.
- Lyrik, Prosa, Dokumente. München 1979, ISBN 3-485-00300-X.
- Ягодные места, Moskau 1981.
  - Wo die Beeren reifen. Roman, Wien 1982, ISBN 3-552-03428-5 (BRD-Ausgabe)
  - Beerenreiche Gegenden Berlin (DDR) 1984 (DDR-Ausgabe)
- Ardabiola, Phantastische Novelle, Verlag Volk und Welt, Berlin, DDR, 1983 ISBN 978-0-246-12096-0
- Mutter und die Neutronenbombe. (mit Aljonna Möckel, Klaus Möckel, Pablo Picasso), Wien 1984, ISBN 3-552-03626-1.
- Der Hühnergott. 3 Liebesgeschichten. Wien 1985, ISBN 3-552-03724-1.
- Fuku. Poem, Berlin 1987.
- Ausgewählte Gedichte. München 1991, ISBN 3-257-20061-7.
- Herzstreik. Gedichtsammlung, Hamburg 1996, ISBN 3-203-78765-2.
- Stirb nicht vor deiner Zeit. Roman, München 1996, ISBN 3-423-12282-X.
- Der Wolfspass, Abenteuer eines Dichterlebens, Autobiographie (Originaltitel: Volčij pasport, übersetzt von Thomas Reschke), Volk und Welt, Berlin 2000, ISBN 3-353-01173-0: Taschenbuchausgabe: dtv 12947, München 2002, ISBN 3-423-12947-6.

## Zitate
- Ziolkowski hat es gut gesagt: „All unser Wissen in Vergangenheit, Gegenwart und Zukunft ist ein Nichts im Vergleich zu dem, was wir niemals wissen werden.“ Das ist nicht traurig. Das ist schön. Wenn es die Unendlichkeit des Unerreichbaren gibt, hat auch das Wissen Hoffnung auf Unendlichkeit. aus: Beerenreiche Gegenden